# Disney Editions
Disney Editions est un organe d'éditions de la The Walt Disney Company, dépendant de Disney Publishing Worldwide. Cet éditeur est spécialisé dans les livres de making-of et des livres d'art issus des productions Disney ainsi que des livres sur les parcs d'attractions.
L'une des premières publications de Disney Editions semble être Disney's Aladdin: The Making of an Animated Film en novembre 1992.